# 夏尔·马里·德拉孔达米纳

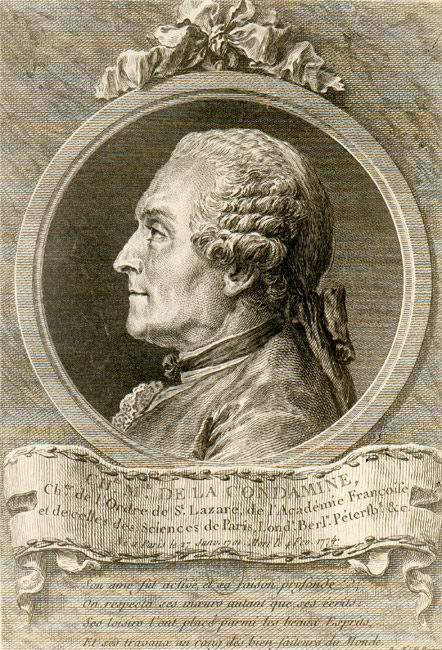
夏尔·马里·德拉孔达米纳

夏尔·马里·德·拉孔达米纳(Charles Marie de La Condamine，1701年1月28日-1774年2月4日）是一位法国探险家、地理学家和数学家。他曾在現今的厄瓜多尔待了10年，测量了赤道纬度的长度，并绘制了第一张亞馬遜盆地地区的地图。此外他还是百科全书，或科学、艺术和工艺详解词典的撰稿人之一。1730年12月12日，他當選法国科学院院士。 